# Live: The Loreley Tapes
Live: The Loreley Tapes is een livealbum van Paul Rodgers (van onder andere Free en Bad Company). Het album is opgenomen tijdens het Rockpalast Open Air Festival (Rockpalast is een Duits muziekprogramma dat wordt uitgezonden op WDR), in Loreley, Duitsland op 8 juli 1995. Het album is uitgegeven in 1996.

## Tracklist
1. Little Bit of Love - 4:28
2. Be My Friend - 6:12
3. Feel Like Makin' Love - 4:31
4. Louisiana Blues - 4:19
5. Muddy Water Blues - 4:58
6. Rolling Stone - 10:13
7. I'm Ready - 3:33
8. Wishing Well - 4:28
9. Mr. Big - 5:28
10. Fire and Water - 4:24
11. The Hunter - 6:36
12. Can't Get Enough - 4:07
13. All Right Now - 7:26

## Muzikanten
- Paul Rodgers - Zang
- Jeff Whitehorn - Gitaar
- Jazz Lochrie - Basgitaar
- Jim Copley - Drums